# Ricky Ponting
Ricky Thomas Ponting est un joueur de cricket international australien né le 19 décembre 1974 à Launceston en Tasmanie. Batteur au sein de l'équipe de Tasmanie à partir de 1993, il fait ses débuts avec l'équipe d'Australie en 1995, à la fois en One-day International (ODI) et en Test cricket. Il devient capitaine de la sélection en 2002 en ODI et deux ans plus tard en test-matchs.

## Bilan sportif

### Principales équipes
- Tasmanie
- Somerset

## Récompenses individuelles
- Joueur d'ODI de l'année 2002 en Australie.
- Médaille Allan Border en 2003.
- Joueur de test cricket de l'année 2003 en Australie.
- Allan Border Medal en 2004.
- Joueur de test cricket de l'année 2004 en Australie.
- Un des cinq joueurs de cricket de l'année 2006 (Wisden Cricketer of the Year) désignés par le Wisden Cricketers' Almanack.
- Allan Border Medal en 2007.
- Joueur de test cricket de l'année 2007 en Australie.
- Joueur d'ODI de l'année 2007 en Australie.

## Records et performances

### En One-day International
- Plus grand nombre de matchs gagnés en tant que capitaine (115).

### En Coupe du monde
- Plus grand nombre de matchs joués (39).
- Plus grand nombre de titres en tant que capitaine (2).
- Plus grand nombre total de centuries (4).
- Plus grand nombre de sixes en un match (8).
- Plus grand nombre de victoires en tant que capitaine (22).
- Invaincu en tant que capitaine (22 matchs).

## Palmarès
- Vainqueur de la Coupe du monde de cricket en 1999.
- Vainqueur de la Coupe du monde de cricket en 2003.
- Vainqueur de la Coupe du monde de cricket en 2007.